# Salvaterra de Miño
Salvaterra de Miño är en kommun i Spanien. Den ligger i provinsen Pontevedra i den autonoma regionen Galicien i nordvästra delen av landet, 400 km nordväst om huvudstaden Madrid. Antalet invånare är 10 471 (2024).
Arean är 63 kvadratkilometer. Salvaterra de Miño gränsar till Tui, Salceda de Caselas, Ponteareas, As Neves, A Cañiza och Mondariz..